# Дю Белле, Рене
Рене дю Белле (фр. René du Bellay; ок. 1495/1500, Суде, Перш — август 1546, Париж) — французский прелат и натуралист, епископ Граса и Мана.

## Биография
Третий или четвертый сын Луи дю Белле, сеньора де Ланже, и Маргерит де Майе де Латур-Ландри, дамы де Глатиньи, брат Гийома, Жана и Мартена дю Белле.
В отличие от энергичных и воинственных братьев, Рене стремился к созерцательной жизни. В 1526—1536 годах он был церковным советником Парижского парламента, и генеральным викарием своего брата Жана, епископа Парижа. В последнем качестве он конфликтовал с Сорбонной по вопросу преследования еретиков, и в особенности, в связи с делом ректора Копа в ноябре 1533.
Братья обеспечили ему бенефиции — должности аббата-коммендатария в Сен-Меане и Сен-Лоран дю Ге д'Оне, а в 1532 году кафедру епископа в Грасе, на которой его в 1535 году сменил Бенедетто Тальякарне (Бенуа Теокрен). В 1533—1534 годах, когда Жан дю Белле находился в посольстве в Лондоне, Рене управлял парижской церковью.
В 1535 году Луи де Бурбон-Вандом отказался в его пользу от епископской кафедры в Мане, перейдя на должность архиепископа Санского.
27 сентября 1535 дю Белле принес присягу королю в Фонтен-Франсез, и 8 октября Кристоф Пело, сеньор де Песку, сенешаль Мена, передал ему в пользование епископские бенефиции. 17 сентября 1536 новый епископ торжественно вступил в город. Он оставался в этой должности до своей смерти. Существует мнение, что в 1542 году он был смещен, и в дальнейшем был «почетным епископом».
Лучшее время года епископ проводил за городом, в своем замке Тувуа, где устроил ботанический сад, в котором собрал образцы всевозможных растений, от обыкновенных до экзотических, доставлявшихся за большие деньги из заморских экспедиций. По свидетельству Конрада Геснера, его ботаническая коллекция была богатейшей не только во Франции, но и превосходила те, что имелись в Германии и Италии. В саду Рене дю Белле впервые в регионе появились эбеновое и фисташковое деревья, а также никотиана, в просторечии именуемая табаком. Высказывалось предположение, что с научных опытов епископа Мана началась интродукция культуры табака во Франции.
Каталог растений ботанического сада Тувуа не сохранился.
В 1546 году население епархии просило епископа представить при дворе Франциска I отчет о бедственном состоянии страны, где жителям приходилось есть хлеб из гречихи с желудями, так как огромные средства расходовались на содержание армии, при том, что край в 1544 и 1545 годах сильно пострадал от морозов, уничтоживших виноградники, и семимесячной засухи. В результате, к началу 1546 года монтуарский буасо пшеницы (ок. 12,5 литров) стоил 16 су, что являлось огромной суммой. Рене охотно исполнил это поручение, но обратно уже не вернулся. В августе он умер в Париже и был погребен в соборе Нотр-Дам, а сердце было перевезено в Ман в капеллу Нотр-Дам-дю-Шеве.
Из ученых трудов Рене дю Белле известно сочинение «Missale ad usum ecclesiæ Cenomanensis» (Молитвенник по обычаю Манской церкви), изданное в Париже в 1541 in-8°, а в 1546 и 1548 in-folio. Два собственноручных письма епископа к брату-кардиналу хранятся в Национальной библиотеке. Секретарем епископа был Жак Пелетье, и именно дю Белле постриг в монахи Пьера Ронсара. Кроме того, епископ был покровителем знаменитого натуралиста Пьера Белона.